# La tenda rossa
La tenda rossa (Красная палатка / Krasnaja palatka) è un film del 1969 diretto da Mikheil Kalatozishvili, liberamente ispirato alle vicende della spedizione polare del dirigibile Italia comandata dal generale Umberto Nobile. Il film ricevette la nomination al Golden Globe nel 1972 come Miglior film straniero in lingua inglese.

## Trama
Il generale Umberto Nobile è l'ex comandante della sfortunata spedizione esplorativa del 1928 conclusasi con lo schianto del dirigibile Italia sulla banchisa polare e con il salvataggio dei superstiti, dopo sette settimane di permanenza sul pack, da parte del rompighiaccio sovietico Krassin.
Vittima dei ricordi e oppresso dai rimorsi, Nobile sta trascorrendo l'ennesima notte insonne nella sua abitazione nel centro di Roma. Questa notte, tuttavia, si presenta differente dalle altre: egli infatti indossa la sua divisa e "chiama" gli spiriti delle persone che sono state protagoniste nella drammatica vicenda che lo ha coinvolto, con l'intenzione di farsi "processare" e di rispondere direttamente a coloro che in più di un'occasione, durante le tante notti trascorse a ricordare gli eventi passati, lo hanno già condannato.
La vicenda si snoda tra realtà e fantasia, in un continuo rincorrersi di flashback che di volta in volta fanno apparire i protagonisti dei fatti in discussione: l'accusa è rappresentata dal fantasma del pilota svedese Einar Lundborg, suo salvatore, il quale avverte Nobile che questa notte lui "andrà fino in fondo", sviscerando tutte le sue debolezze e le sue responsabilità; il generale ed il suo accusatore chiamano di volta in volta i vari fantasmi dei partecipanti alla spedizione ed anche di chi ha provveduto ai soccorsi, tra i quali l'amico Roald Amundsen, scomparso in quei giorni tra i ghiacci nel tentativo di avvistare i superstiti a bordo del suo aeroplano.
Il disagio di Nobile risiede non solo nel disastro seguito alla missione e nella conseguente perdita di vite umane, ma anche nelle polemiche seguite al suo salvataggio: egli infatti fu accusato di avere abbandonato gli uomini per essere trasportato per primo, insieme alla sua cagnetta Titina, a Ny-Ålesund, da dove la spedizione era partita. Uno dei sopravvissuti all'incidente, il sottufficiale marconista Giuseppe Biagi, con l'imbarazzo che deriva dal giudicare un suo superiore, insiste proprio su questo argomento, mentre l'infermiera Valeria lo considera responsabile della morte dell'uomo che amava, ossia Finn Malmgren, responsabilità che deriva dal non avergli impedito in qualità di comandante della spedizione il tentativo, insieme al capitano Filippo Zappi e ad Adalberto Mariano, di raggiungere a piedi un'isola che si intravedeva durante la deriva dei ghiacci. Il tenente Lundborg accusa a sua volta Nobile di debolezza per non avere resistito alla forma di ricatto da lui stesso perpetratogli nel momento in cui l'aveva persuaso a partire, convincendolo della necessità di "prendere le redini" al fine di migliorare l'organizzazione dei soccorsi.
Quando il verdetto di colpevolezza è pronunciato, Amundsen, correndo di nuovo in soccorso all'amico, lo contesta, facendo notare a tutti gli accusatori che in ognuno di loro vi è una parte di responsabilità e che tutti sono in qualche modo colpevoli: al capitano Zappi vengono riconosciuti coraggio ed iniziativa, ma l'esploratore norvegese gli dice chiaramente che non lo vorrebbe mai come "secondo" in quanto ha trasgredito l'ordine di Nobile di non allontanarsi; al capitano di fregata Giuseppe Romagna Manoja, comandante della nave Città di Milano, viene invece contestato il peccato opposto, ossia l'avere atteso per troppo tempo ordini da Roma senza prendere iniziative concrete per il salvataggio e per questo viene definito "il comandante che non comanda", mentre al tenente Lundborg viene mossa la critica all'opportunismo che l'aveva portato ad insistere che Nobile tornasse per primo con lui, in modo da fare risaltare maggiormente la sua azione.
Dopo i rilievi mossi a tutti gli accusatori, questi scompaiono e, una volta che i due amici/rivali sono rimasti soli, Amundsen fa notare a Nobile che, nel momento in cui era di fronte alla fatidica decisione, aveva altrettanti validissimi motivi sia per restare sui ghiacci, obbedendo all'etica militare, che per tornare alla base, per poter organizzare meglio i soccorsi. Ricordandogli comunque l'eroismo e la bellezza delle avventure condivise nelle regioni artiche, il monologo finale del norvegese si conclude ricordando che forse, tra i vari fattori che hanno fatto poi prendere la decisione così contestata, vi era probabilmente anche in piccola parte quello umanissimo di mettersi in salvo e di un bagno caldo a Ny-Ålesund, distante a quel punto pochi minuti di aereo.

## Produzione
Le riprese in esterno furono realizzate in territorio russo.

## Attinenza coi fatti reali
Il film, basato su vicende reali, è realizzato con grande cura dal punto di vista della ricostruzione ambientale. Dal punto di vista storico e narrativo vi sono invece diverse concessioni alla fantasia, tra le quali la storia d'amore tra l'infermiera Valeria ed il meteorologo Malmgren, così come le circostanze della morte di Amundsen, che si ipotizza sia stato in grado di individuare il relitto della parte mai trovata del dirigibile, atterrare e - a differenza del pilota - sopravvivere all'atterraggio, morendo da solo leggendo un libro trovato tra i rottami. È da rilevare una strana inspiegabile dimenticanza: il pilota che trova la tenda rossa non è l'aviatore Lundborg ma l'italiano, ufficiale dell'Aeronautica e futuro trasvolatore atlantico, Umberto Maddalena che però essendo giunto con un idrovolante Savoia-Marchetti S.55 non può atterrare sul pack ma sarà il primo a fare più voli per portare alimenti e munizioni ai sopravvissuti della tenda rossa. Solo in un secondo tempo il pilota svedese Lundborg avendo pattini da neve può atterrare sul pack e porterà alla Baia del Re Nobile con la cagnetta Titina.